# Balarrasa
Balarrasa é um filme espanhol, dirigido por José Antonio Nieves Conde em 1951.